# Glikoziltransferaza DesVII
Glikoziltransferaza DesVII (EC 2.4.1.277, DesVII) je enzim sa sistematskim imenom dTDP-3-dimetilamino-3,4,6-tridezoksi-alfa--glukopiranoza:10-dezoksimetinolid 3-dimetilamino-4,6-didezoksi-alfa-D-glukoziltransferaza. Ovaj enzim katalizuje sledeću hemijsku reakciju
dTDP-3-dimetilamino-3,4,6-tridezoksi-alfa--glukopiranoza + 10-dezoksimetinolid {\displaystyle \rightleftharpoons } dTDP + 10-dezoksimetimicin
DesVII je glikoziltransferaza odgovorna za dovanje TDP-D-desosamina na makrolaktone varijabilne veličine prstena.

## Literatura
- Nicholas C. Price; Lewis Stevens (1999). Fundamentals of Enzymology: The Cell and Molecular Biology of Catalytic Proteins (Third изд.). USA: Oxford University Press. ISBN 019850229X.
- Eric J. Toone (2006). Advances in Enzymology and Related Areas of Molecular Biology, Protein Evolution (Volume 75 изд.). Wiley-Interscience. ISBN 0471205036.
- Branden C; Tooze J. Introduction to Protein Structure. New York, NY: Garland Publishing. ISBN 0-8153-2305-0.
- Irwin H. Segel. Enzyme Kinetics: Behavior and Analysis of Rapid Equilibrium and Steady-State Enzyme Systems (Book 44 изд.). Wiley Classics Library. ISBN 0471303097.

## Spoljašnje veze
- Glycosyltransferase+DesVII на 